# John W. Cummings

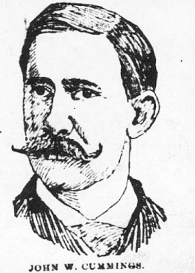
John W. Cummings en marzo de 1895, de The Fall River Daily Globe.

John William Cummings (25 de agosto de 1855 - 28 de agosto de 1929) fue un abogado y político estadounidense que sirvió en las dos ramas de la legislatura de Massachusetts, en la Convención Constitucional de Massachusetts de 1917, y como el 14º y 16º alcalde de Fall River, Massachusetts.